# Аксіоматика Александрова (геометрія)
Аксіоматика Александрова — аксіоматика евклідової геометрії, запропонована російським математиком О. Александровим в книзі «Основи геометрії».

## Неозначувані поняття
Олександр Данилович Александров до основних об'єктів планіметрії відносить точки та відрізки, а до основних відношень — «точка є кінцем відрізка», «точка належить відрізку», «рівність відрізків».

## Аксіоми
Перша група — аксіоми зв'язку.
- І1. Аксіома існування. Існує хоча б один відрізок. Кожен відрізок має два і тільки два кінці. Крім того, відрізок містить інші точки, що належать відрізку.

- І2. Аксіома проведення відрізка. Кожні дві точки можна з'єднати відрізком і при цьому тільки одним.

- І3. Аксіома поділу відрізка. Кожна точка, що належить відрізку, ділить його на два відрізки, тобто, якщо точка {\displaystyle C} належить відрізку {\displaystyle AB}, то вона ділить його на два відрізки {\displaystyle AC} і {\displaystyle BC}, які не мають спільних внутрішніх точок.

- І4. Аксіома з'єднання відрізків. Якщо точка {\displaystyle C} належить відрізку {\displaystyle AB}, а {\displaystyle B} — відрізку {\displaystyle CD}, то відрізки {\displaystyle AB} та {\displaystyle CD} утворюють відрізок {\displaystyle AD}.

Друга група — аксіоми рівності.
- ІІ1. Аксіома відкладання відрізка. Для будь-яких двох відрізків {\displaystyle AB} та {\displaystyle MN} існує, причому єдиний, відрізок {\displaystyle AC}, рівний {\displaystyle MN} та такий, що накладається на {\displaystyle AB}.
- ІІ2. Аксіома порівняння. Два відрізка, рівні одному й тому ж відрізку, рівні один одному.
- ІІ3. Аксіома додавання. Якщо точка {\displaystyle C} належить відрізку {\displaystyle AB}, точка {\displaystyle C_{1}} належить відрізку {\displaystyle A_{1}B_{1}} та {\displaystyle AC=A_{1}C_{1}}, {\displaystyle BC=B_{1}C_{1}}, то {\displaystyle AB=A_{1}B_{1}}.

- ІІ4. Аксіома Архімеда. Для будь-яких даних відрізків {\displaystyle a} та {\displaystyle b=AB} існує відрізок {\displaystyle AA_{n}}, що містить {\displaystyle AB}, на якому є такі точки {\displaystyle A_{1}}, {\displaystyle A_{2}},…,{\displaystyle A_{n}}, що відрізки {\displaystyle AA_{1}}, {\displaystyle A_{1}A_{2}},…, {\displaystyle A_{n-1}A_{n}} рівні {\displaystyle a}.

Третя група ― аксіома неперервності.
- ІІІ1. Для будь-якої послідовності вкладених відрізків {\displaystyle A_{1}B_{1}}, {\displaystyle A_{2}B_{2}}…, існує точка, що належить всім цим відрізкам.

Четверта група — площинні аксіоми.
- IV1. Аксіома поділу площини. Стосовно кожного даного відрізка {\displaystyle a} всі точки, що не лежать на жодному з відрізків, що містить {\displaystyle a}, діляться на два класи: в один клас входять точки, що лежать з однієї сторони від {\displaystyle a}, в другий — точки, що лежать по другу сторону від {\displaystyle a}, причому в кожному класі є точки.

- IV2. Аксіома відкладання кута. Від кожного відрізка по дану сторону від нього, від даного його кінця можна відкласти кут, рівний даному куту. (Кути рівні, якщо у них є рівні відповідні поперечини. Поперечиною називається відрізок з кінцями на сторонах кута. Відповідними поперечинами {\displaystyle AB} та {\displaystyle A_{1}B_{1}} кутів {\displaystyle O} та {\displaystyle O_{1}} називаються поперечини, для яких {\displaystyle OA=O_{1}A_{1}} та {\displaystyle OB=O_{1}B_{1}}).

- IV3. Аксіома паралельних відрізків. Якщо відрізки {\displaystyle AC} та {\displaystyle BD} рівні та відкладені в одну сторону від відрізка {\displaystyle AB} під прямим кутом, то {\displaystyle CD=AB}.

П'ята група ― просторові аксіоми.
- V1. Аксіома площини. В просторі існують площини (фігури, для яких справедливі аксіоми планіметрії). Через кожні три точки простору проходить площина.
- V2. Аксіома перетину площин. Якщо дві площини мають спільну точку, то їхнім перетином є їхня спільна пряма.
- V3. Аксіома належності прямої площині. Якщо пряма проходить через дві точки даної площини, то вона лежить у цій площині.
- V4. Аксіома розбиття простору площиною. Кожна площина розбиває простір на два півпростори.
- V5. Аксіома відстані. Відстань між довільним двома точками простору не залежить від того, на якій площині, що містить ці точки, вона виміряна.